# نوسان‌ساز ون در پل

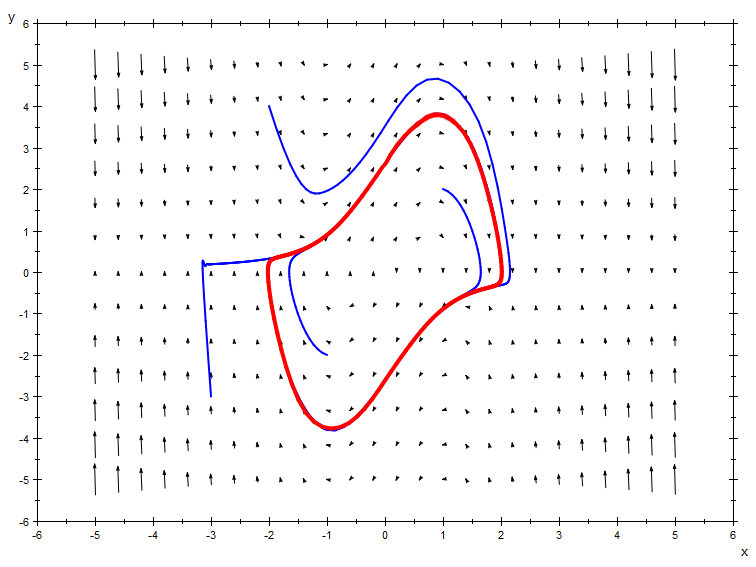
نگاره فاز نوسان‌ساز غیرتحریک ‌شده ون در پل، نمایش یک چرخه حدی و قسمت جهت میدان

تکامل چرخه حدی در صفحه فاز. چرخه حدی به صورت دایره آغاز می‌شود و با μ متفاوت، به‌طور فزاینده ای تیز می‌شود. نمونه ای از یک نوسان‌ساز آرامشی.

در دینامیک، نوسان‌ساز وَن دِر پُل یک نوسان‌ساز نا-پایستار غیرخطی با میرایی است. بر طبق معادله دیفرانسیل مرتبه-دوم در زمان، تکامل می‌یابد:
{\displaystyle {d^{2}x \over dt^{2}}-\mu (1-x^{2}){dx \over dt}+x=0,}
که در آن x مختصات موقعیت است - که تابعی از زمان t است، و μ یک پارامتر اسکالر است که غیرخطی بودن و سختی میرایی را نشان می‌دهد.

## پیشینه
نوسان‌ساز ون در پل در ابتدا توسط مهندس برق و فیزیکدان هلندی بالتازار ون در پل پیشنهاد شد در حالی که وی در فیلیپس کار می‌کرد. ون در پل نوسانات پایداری پیدا کرد، که بعداً آنها را نوسانات آرامشی نامید و اکنون به عنوان نوعی چرخه حدی در مدارهای الکتریکی با استفاده از لامپ خلأ شناخته می‌شوند. هنگامی که این مدارها به نزدیک چرخه حدی رانده می‌شوند، آنها در آن فرور می‌افتد، یعنی سیگنال محرک جریان را به همراه خود می‌کشد. ون در پل و همکار وی، ون در مارک، در نشریه ماه سپتامبر سال ۱۹۲۷ در نیچر که در برخی از فرکانس‌های راه‌اندازی یک نویز نامنظمی شنیده می‌شود که بعداً مشخص شد نتیجه آشوب تعینی است.
معادله ون در پل از سابقه طولانی استفاده در علوم فیزیکی و زیست‌شناسی برخوردار است. به عنوان مثال، در زیست‌شناسی، فیتزهیو و ناگومو معادله را در یک میدان مسطح به عنوان مدلی برای پتانسیل‌های کار نورون‌ها گسترش دادند. معادله نیز در زلزله‌شناسی برای مدل دو صفحه در یک گسل زمین‌شناسی، و در مطالعات آواسازی برای مدل چپ و راست پرده صوتی نوسان‌گرها استفاده شده‌است.

## شکل دو-بعدی
از قضیه لینارد می‌توان برای اثبات وجود چرخه حدی سیستم استفاده کرد. اعمال تبدیل لینارد {\displaystyle y=x-x^{3}/3-{\dot {x}}/\mu } ، که در اینجا این نقطه مشتق زمان را نشان می‌دهد، نوسان‌ساز ون در پل را می‌توان به شکل دو بعدی آن نوشت:
{\displaystyle {\dot {x}}=\mu \left(x-{\tfrac {1}{3}}x^{3}-y\right)}
{\displaystyle {\dot {y}}={\frac {1}{\mu }}x} .
شکل دیگری که معمولاً بر اساس تبدیل {\displaystyle y={\dot {x}}} استفاده می‌شود منجر به:
{\displaystyle {\dot {x}}=y}
{\displaystyle {\dot {y}}=\mu (1-x^{2})y-x} .

## نتایج برای نوسان‌ساز غیرتحریک‌شده

نوسان‌ساز آرامشی در نوسان‌ساز ون در پل تحریک خارجی. پارامتر میرایی غیرخطی برابر با ۵ = μ است

دو رژیم جالب برای مشخصه‌های نوسان‌ساز غیرتحریک‌شده عبارتند از:
- وقتی μ = ۰، یعنی هیچ تابع میرایی وجود ندارد، این معادله تبدیل می‌شود:

{\displaystyle {d^{2}x \over dt^{2}}+x=0.}
این نوعی نوسان‌گر هارمونیک ساده است و همیشه پایستگی انرژی وجود دارد.
- وقتی μ > ۰ باشد، سیستم وارد یک چرخه حدی خواهد شد. نزدیک x = dx/dt = ۰، سیستم ناپایدار است و دور از مبدأ، سیستم میرایی دارد.
- نوسان‌ساز ون در پل یک جواب دقیق و تحلیلی ندارد.[۱۲] اگر f(x) در معادله لینارد یک تابع ثابت قطعه‌ای باشد، چنین جوابی برای چرخه حدی وجود دارد.

## همیلتونی برای نوسان‌ساز ون در پل
همچنین می‌توان صورت‌بندی همیلتونی مستقل از زمان را برای نوسان‌ساز ون در پل با افزودن آن به یک سیستم پویای خودگردان چهار-بعدی با استفاده از یک معادله دیفرانسیل غیرخطی کمکی مرتبه دوم به شرح زیر نوشت:
{\displaystyle {\ddot {x}}-\mu (1-x^{2}){\dot {x}}+x=0,}
{\displaystyle {\ddot {y}}+\mu (1-x^{2}){\dot {y}}+y=0.}
توجه داشته باشید که پویایی اصلی نوسان‌ساز ون در پل به دلیل تزویج یک-طرفه بین تحولات زمانی متغیرهای x و y تحت تأثیر قرار نمی‌گیرد. H همیلتونی برای این دستگاه معادلات می‌تواند نشان داده شود
{\displaystyle H(x,y,p_{x},p_{y})=p_{x}p_{y}+xy-\mu (1-x^{2})yp_{y},}
در اینجا {\displaystyle p_{x}={\dot {y}}+\mu (1-x^{2})y} و {\displaystyle p_{y}={\dot {x}}} به ترتیب نیروی حرکتی مزدوج مربوط به x و y هستند. در اصل، این ممکن است منجر به کوانتیزه شدن نوسان‌ساز ون در پل شود. چنین هامیلتونی همچنین فاز هندسی سیستم چرخه حدی دارای پارامترهای وابسته به زمان را با زاویه هانای سیستم همیلتونی متناظر متصل می‌کند.

## نوسان‌ساز ون در پل تحریک‌شده

رفتار آشوبناک در نوسان‌ساز ون در پل با تحریک سینوسی. پارامتر میرایی غیرخطی برابر با ۸٫۵۳ = μ است، درحالی که تحریک دامنهٔ ۱٫۲ = A دارد و فرکانس زاویه‌ای ω = ۲π / ۱۰

اسیلاتور ون درپل تحریک‌شده یا رانده شده تابع «اصلی» را می‌گیرد و یک تابع محرک A sin(ωt) را برای معادله دیفرانسیل با شکل زیر را اضافه می‌کند:
{\displaystyle {d^{2}x \over dt^{2}}-\mu (1-x^{2}){dx \over dt}+x-A\sin(\omega t)=0,}
که در آن A دامنه یا جابجایی تابع موج و ω سرعت زاویه‌ای آن است.

## فرهنگ عامه

مدار الکتریکی شامل یک ترایود، و در نتیجه یک نوسان‌ساز ون در پل تحریک‌شده می‌شود. مدار شامل: یک ترایود، یک مقاومت R، یک خازن C، یک مجموعه سلف تزویج شده با خود القایی L و القای متقابل M است. در مدار آرال‌سی سری یک جریان i وجود دارد و به سمت آند ترایود ("پلت") یک جریان i_{a}، در حالی که ولتاژ u_{g} بر روی شبکه کنترل ترایود وجود دارد. نوسان‌ساز ون در پل توسط یک AC منبع ولتاژ E_{s} تحریک شده است_{.}

نویسنده جیمز گلیک در کتاب خود آشوب: ساخت یک علم جدید، درسال ۱۹۸۷ یک نوسان‌ساز ون در پل لامپی را توصیف کرد. طبق مقاله‌ای در نیویورک تایمز گلیک در سال ۱۹۸۸ نوسان‌ساز ون در پل الکترونیکی نوین را از یک خواننده دریافت کرد.